# 日切れ法案
日切れ法案（ひぎれほうあん）とは、年度末までに成立しない場合、国民生活や国の活動に重大な影響を及ぼしうる重要法案。日切れ扱い法案ともいう。

## 概要
予算は、税率などに関する法案を前提に作成されることが通常であるため、特定の施行日を予め決めていることが多い。
このような日切れ法案が、施行予定日までに成立しない場合、財源不足が一定期間生じてしまうことになり、国の活動に大きな影響を与えることになる。
また、児童手当などの給付行政に関する法案は年度内に成立しない場合、国民生活に大きな支障をきたしうる。
そのため、日切れ扱い法案は、他の法案に優先して審議されることが多い。
仮に成立が困難な場合には、衆議院の再可決や暫定予算での執行が図られる。